# Darkənd
Darkənd è un comune dell'Azerbaigian situato nel distretto di Ordubad.